# Parapercis haackei
Parapercis haackei är en fiskart som först beskrevs av Steindachner, 1884.  Parapercis haackei ingår i släktet Parapercis och familjen Pinguipedidae. Inga underarter finns listade i Catalogue of Life.